# 凌空北路站
凌空北路站位于中华人民共和国上海市浦东新区曹路镇东靖路与凌空北路交叉口，是22号线的建设中地铁车站。